# Pascal Canfin
Pascal Canfin (ur. 22 sierpnia 1974 w Arras) – francuski polityk, dziennikarz i działacz społeczny, minister delegowany ds. rozwoju, poseł do Parlamentu Europejskiego VII, IX i X kadencji.

## Życiorys
Z zawodu dziennikarz, w publicystyce zajął się sprawami ekonomicznymi, w tym kwestią zrównoważonego rozwoju i gospodarki społecznej. Opublikował kilka pozycji książkowych poświęconych m.in. tzw. zielonej gospodarce. Został też przewodniczącym komisji gospodarczej partii Zielonych.
W wyborach w 2009 z listy Europe Écologie uzyskał mandat deputowanego do Parlamentu Europejskiego VII kadencji. Przystąpił do grupy Zielonych – Wolnego Sojuszu Europejskiego oraz do Komisji Gospodarczej i Monetarnej. W maju 2012 objął urząd ministra delegowanego ds. rozwoju w rządzie, którego premierem został Jean-Marc Ayrault, utrzymał to stanowisko także w drugim rządzie tego samego premiera (od czerwca 2012). Zakończył urzędowanie w 2014, a w maju tegoż roku powrócił do Europarlamentu, kończąc kadencję w lipcu 2014.
Był następnie głównym doradcą do spraw klimatu instytutu badawczego World Resources Institute. W 2015 otrzymał nominację na dyrektora generalnego francuskiej sekcji World Wide Fund for Nature (od stycznia 2016). Ustąpił z tej funkcji w marcu 2019 w związku z zaplanowanym startem do PE z listy zorganizowanej wokół ugrupowania LREM. W wyniku wyborów z maja tegoż roku uzyskał mandat eurodeputowanego IX kadencji. W PE objął funkcję przewodniczącego Komisji Ochrony Środowiska Naturalnego, Zdrowia Publicznego i Bezpieczeństwa Żywności. W 2024 z powodzeniem ubiegał się o reelekcje w kolejnych wyborach europejskich.

## Wybrane publikacje
- L'économie verte expliquée à ceux qui n'y croient pas (z przedmową Dominique Voynet), 2007
- Consommer responsable, 2008
- Le contrat écologique pour l'Europe (z przedmową Daniela Cohn-Bendita), 2009